# Dichiarazione di Chivasso
La Dichiarazione dei rappresentanti delle popolazioni alpine, meglio conosciuta come Dichiarazione (o Carta) di Chivasso, è un documento stilato il 19 dicembre 1943 a Chivasso, durante un convegno clandestino organizzato da esponenti della Resistenza delle valli alpine. Venne scelta la cittadina piemontese perché a metà strada tra coloro che provenivano dalle valli valdesi e i valdostani. All'incontro parteciparono i Valdostani Émile Chanoux - che pochi mesi dopo morirà nel carcere fascista - ed Ernest Page. Federico Chabod inviò un suo documento, mentre Lino Binel non poté prendervi parte perché in carcere. In rappresentanza delle valli valdesi, erano presenti Osvaldo Coïsson e Gustavo Malan, venuti da Torre Pellice, Giorgio Peyronel e Mario Alberto Rollier, rispettivamente dell'Università e del Politecnico di Milano, tutti vicini al Partito d'Azione.
La Carta di Chivasso postulava per l'Italia la trasformazione in un sistema politico federale e repubblicano su base regionale e cantonale. La Dichiarazione è considerata dagli autonomisti un documento fondamentale di un moderno autonomismo europeista, antifascista e antitotalitario.

## Il testo
Noi, popolazioni delle Vallate Alpine,
CONSTATANDO
che i venti anni di malgoverno livellatore e accentratore sintetizzati dal motto brutale e fanfarone di «Roma Doma», hanno avuto per le nostre Valli i seguenti dolorosi e significativi risultati:
- OPPRESSIONE POLITICA, attraverso l'opera dei suoi agenti politici e amministrativi (militi, commissari, prefetti, federali, insegnanti), piccoli despoti incuranti e ignoranti di ogni tradizione locale, di cui furono solerti distruttori;
- ROVINA ECONOMICA, per la dilapidazione dei loro patrimoni forestali e agricoli, per l'interdizione dell'emigrazione con la chiusura ermetica delle frontiere, per l’effettiva mancanza di organizzazione tecnica e finanziaria dell'agricoltura, mascherata dal vuoto sfoggio di assistenze centrali, per l’incapacità di una moderna organizzazione turistica rispettosa dei luoghi, condizioni tutte che determinarono lo spopolamento alpino;
- DISTRUZIONE DELLA CULTURA LOCALE, per la soppressione della lingua fondamentale del luogo, là dove esiste, la brutale e goffa trasformazione in italiano dei nomi e delle iscrizioni locali, la chiusura di scuole e di istituti autonomi, patrimonio culturale che è anche una ricchezza ai fini della migrazione temporanea all'estero.

AFFERMANDO
- che la libertà di lingua, come quella di culto, è condizione essenziale per la salvaguardia della personalità umana;
- che il federalismo è il quadro più adatto a fornire le garanzie di questo diritto individuale e collettivo e rappresenta la soluzione dei problemi delle piccole nazionalità e minori gruppi etnici, e la definitiva liquidazione del fenomeno storico degli irredentismi, garantendo nel futuro assetto europeo l'avvento di una pace stabile e duratura;
- che un regime repubblicano democratico a base regionale e cantonale è l'unica garanzia contro un ritorno della dittatura, la quale trovò nello Stato monarchico accentrato italiano lo strumento, già pronto, per il proprio predominio sul paese;
- che in tale regime democratico-federale i ceti dei lavoratori devono vedere sicuramente salvaguardati i loro diritti con le opportune autonomie operaie aziendali in modo da impedire ogni ritorno capitalistico; fedeli allo spirito migliore del Risorgimento.

DICHIARIAMO quanto segue.
- AUTONOMIE POLITICO–AMMINlSTRATIVE:
  1. Nel quadro generale del prossimo Stato italiano, che, economicamente e amministrativamente auspichiamo sia organizzato con criteri federalistici e che politicamente vogliamo basato sui principi democratici, alle Vallate Alpine dovrà essere riconosciuto il diritto di costituirsi in Comunità politico-amministrative autonome sul tipo cantonale.
  2. Come tali, a esse avranno comunque assicurato, quale che sia la loro entità numerica, almeno un posto nelle Assemblee legislative regionali e nazionali.
  3. L'esercizio delle funzioni politiche e amministrative locali, comunali e cantonali, dovrà essere affidato a elementi originari del luogo o aventi ivi una residenza stabile di un determinato numero di anni che verrà fissato dalle assemblee locali.
- AUTONOMIE CULTURALI E SCOLASTICHE:

Per la loro posizione geografica di intermediarie fra diverse culture, per il rispetto delle loro tradizioni e della loro personalità etnica, e per i vantaggi derivanti dalla conoscenza di diverse lingue, nelle Valli Alpine dovrà essere pienamente rispettata e garantita una particolare autonomia culturale e linguistica consistente nel:
1. Diritto di usare la lingua locale, là dove esiste, accanto a quella italiana in tutti gli atti pubblici e nella stampa locale.
2. Diritto all'insegnamento della lingua locale nelle scuole di ogni ordine e grado con le necessarie garanzie ai concorsi perché gli insegnanti risultino idonei a tale insegnamento. L'insegnamento in genere sarà sottoposto al controllo e alla direzione di un consiglio locale.
3. Ripristino immediato di tutti i nomi locali.

- AUTONOMIE ECONOMICHE:

Per facilitare lo sviluppo dell'economia montana e conseguentemente combattere lo spopolamento delle Vallate Alpine, sono necessari:
1. Un comprensivo sistema di tassazione delle industrie che si trovano nei cantoni alpini (idroelettriche, minerarie, turistiche e di trasformazione ecc.), in modo che una parte dei loro utili torni alle Vallate Alpine e ciò indipendentemente dal fatto che queste industrie siano o meno collettivizzate.
2. Un sistema di equa riduzione dei tributi variabile da zona a zona a seconda della ricchezza del terreno e della prevalenza di agricoltura, foresta o pastorizia.
3. Una razionale e sostanziale riforma agraria comprendente:
  - l'unificazione della proprietà familiare agraria, oggi troppo frammentaria, allo scopo di ottenere un miglior rendimento delle aziende, mediante scambi e compensi di terreni e mediante una legislazione adeguata;
  - l'assistenza tecnico-agricola esercitata da elementi residenti sul luogo e aventi, a esempio, delle mansioni di insegnamento nelle scuole locali, di cui alcune potranno avere carattere agrario;
  - il potenziamento da parte dell'autorità locale della vita economica mediante libere cooperative di produzione e consumo.
4. Il potenziamento dell'industria che conduce alla formazione di un ceto operaio evoluto e capace. A questo scopo si potranno anche affidare, ove occorra, all'amministrazione regionale o cantonale, anche in caso di organizzazione collettivistica, dell'artigianato, il controllo o l'amministrazione delle aziende aventi carattere locale.
5. La dipendenza delle opere pubbliche locali dall'amministrazione cantonale e il controllo di quest'ultima su tutti i servizi e concessioni aventi carattere pubblico.

Questi principi, noi rappresentanti delle Valli Alpine, vogliamo vedere affermati da parte del nuovo Stato italiano, così come vogliamo che siano affermati anche nei confronti di quegli italiani che sono o potrebbero venire a trovarsi sotto dominio politico straniero, e li proclamiamo oggi con la sicura coscienza di servire così gli interessi e le aspirazioni di tutti coloro che, come noi, credono negli ideali di libertà e di giustizia.
Chivasso, 19 dicembre 1943